# Tommy Burns
Thomas Burns – detto Tommy – (Glasgow, 16 dicembre 1956 – Glasgow, 15 maggio 2008) è stato un calciatore e allenatore di calcio scozzese, di ruolo centrocampista.

## Carriera
Il 31 maggio 2009 si è svolta a Glasgow una partita di beneficenza in suo ricordo alla quale hanno preso parte da un lato il Celtic corrente e dall'altro il Burns Select, una selezione di vecchie glorie bianco verdi.

## Palmarès

### Giocatore

#### Club

##### Competizioni nazionali
- Campionato scozzese: 6

Celtic: 1976-1977, 1978-1979, 1980-1981, 1981-1982, 1985-1986, 1987-1988
- Coppa di Scozia: 5

Celtic: 1976-1977, 1979-1980, 1984-1985, 1987-1988, 1988-1989
- Coppe di Lega Scozzese: 1

Celtic: 1982-1983

### Allenatore

#### Club

##### Competizioni nazionali
- Coppa di Scozia: 1

Celtic: 1994-1995